# Ministério da Defesa (Reino Unido)

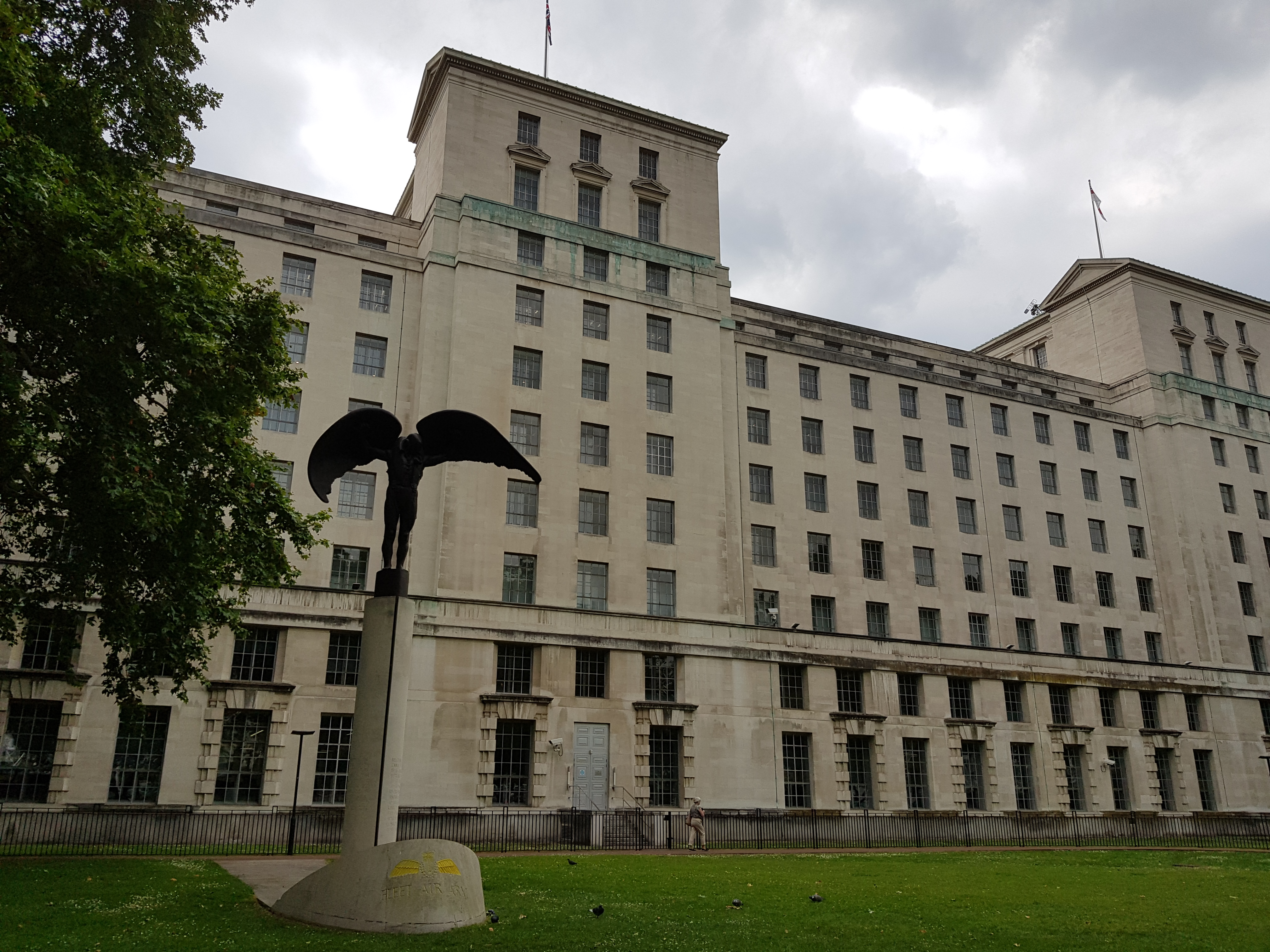
Prédio do Ministério da Defesa britânico em Whitehall.

O Ministério da Defesa (MoD) é o departamento do governo britânico responsável pela execução da política de defesa estabelecido pelo Governo do Reino Unido, e é a sede das Forças Armadas do Reino Unido.
O Ministério da Defesa afirma que seus principais objetivos são defender o Reino Unido da Grã-Bretanha e Irlanda do Norte e os seus interesses e garantir a paz e a estabilidade internacional. Com o colapso da União Soviética e o fim da Guerra Fria, o Ministério da Defesa não prevê qualquer ameaça militar convencional de curto prazo; ao contrário, ela identificou armas de destruição em massa, o terrorismo internacional, e Estados falidos como as ameaças imperiosa de interesse da Grã-Bretanha. O Ministério da Defesa também gerencia o dia-a-dia das forças armadas, planos de contingência e de aquisições de defesa.